# L'Anse aux Meadows
L'Anse aux Meadows (dansk: Vigen i engene) ligger på den nordligste pynt af øen Newfoundland i Canada. Det var her, der i 1960 af de norske forskere, dr. Helge Ingstad og arkæologen Anne Stine Ingstad blev fundet rester af vikingeboliger og dermed spor efter de første europæere på amerikansk område.
Bopladsen er det eneste beviselige vikingefund i Nordamerika, og det tog flere års udgravninger at frilægge boliger, redskaber og andre rester, der bekræftede tilhørsforholdet. Man fandt arnesteder, der svarer til dem, man havde fundet på vikingebopladserne i Grønland. Kulstof-14 analyser af prøver derfra gav dateringen 1080±70 år. Kulstof-14 analyser fra andre arnesteder gav dateringen 900±70 år, men da man sandsynligvis har brugt drivtømmer som brændsel, passer det meget godt med de første tal. Endelig har man lavet kulstof-14 analyser fra essen i smedjen, som viste dateringer mellem 890±70 år og 1090±90 år.
Området rummer dermed de tidligste europæiske bygninger i Nordamerika, og det er udvalgt af UNESCO som et verdensarvområde. Bopladsen antages at være det sagnomspundne Vinland, som nævnes i flere sagaer. Det er dog muligt, at L’anse aux Meadows ikke har været en egentlig landsby. Flere forskere mener således, at stedet måske har været et handelscentrum snarere end en boplads.
Klimaet på Newfoundland var betydeligt varmere dengang, end det er i dag, og det berettes i sagaerne, at Leif den Lykkelige sejlede ud fra Grønland i søgen efter det land, som Bjarni Herjólfsson havde set. Han fandt et område, som var rigt på druer og laks, og som havde frostfrie vintre, og han vendte tilbage for at hente tømmer hjem til det træløse Grønland.
Bebyggelsen ved L'Anse aux Meadows bestod af mindst 8 huse, deraf bl.a. en smedje med smelteovn, en tømmerplads og et skibsværft. Sagaen beskriver et kolonisationsforsøg under Thorfinn Karlsefni, hvor der deltog 135 mænd og 15 kvinder. Fund af redskaber til syarbejde og knytning viser, at der har været kvinder i arbejde på stedet. Pladsen blev dog kun brugt i 2-3 år, og man har antaget, at stridigheder over kvinderne eller dårligt vejr kan være årsagen til, at den blev forladt.
L'Anse aux Meadows kan muligvis knyttes til algonquin-folkenes legende om Kongeriget Saguenay, der var befolket af mennesker med pelsværk og metaller.